# 福姆基納河
福姆基納河（俄语：Фомкина）是俄羅斯的河流，位於堪察加半島，河道全長約31公里，河水主要來自融雪和雨水，最終注入堪察加河，是鮭魚的產卵地。